# Berchères-Saint-Germain
Pour les articles homonymes, voir Berchères.
Berchères-Saint-Germain est une commune française située dans le département d'Eure-et-Loir en région Centre-Val de Loire.
Elle est formée par l'association, le 14 décembre 1972, de deux anciennes communes : « Berchères-la-Maingot » et « Saint-Germain-la-Gâtine ».

## Géographie

### Situation

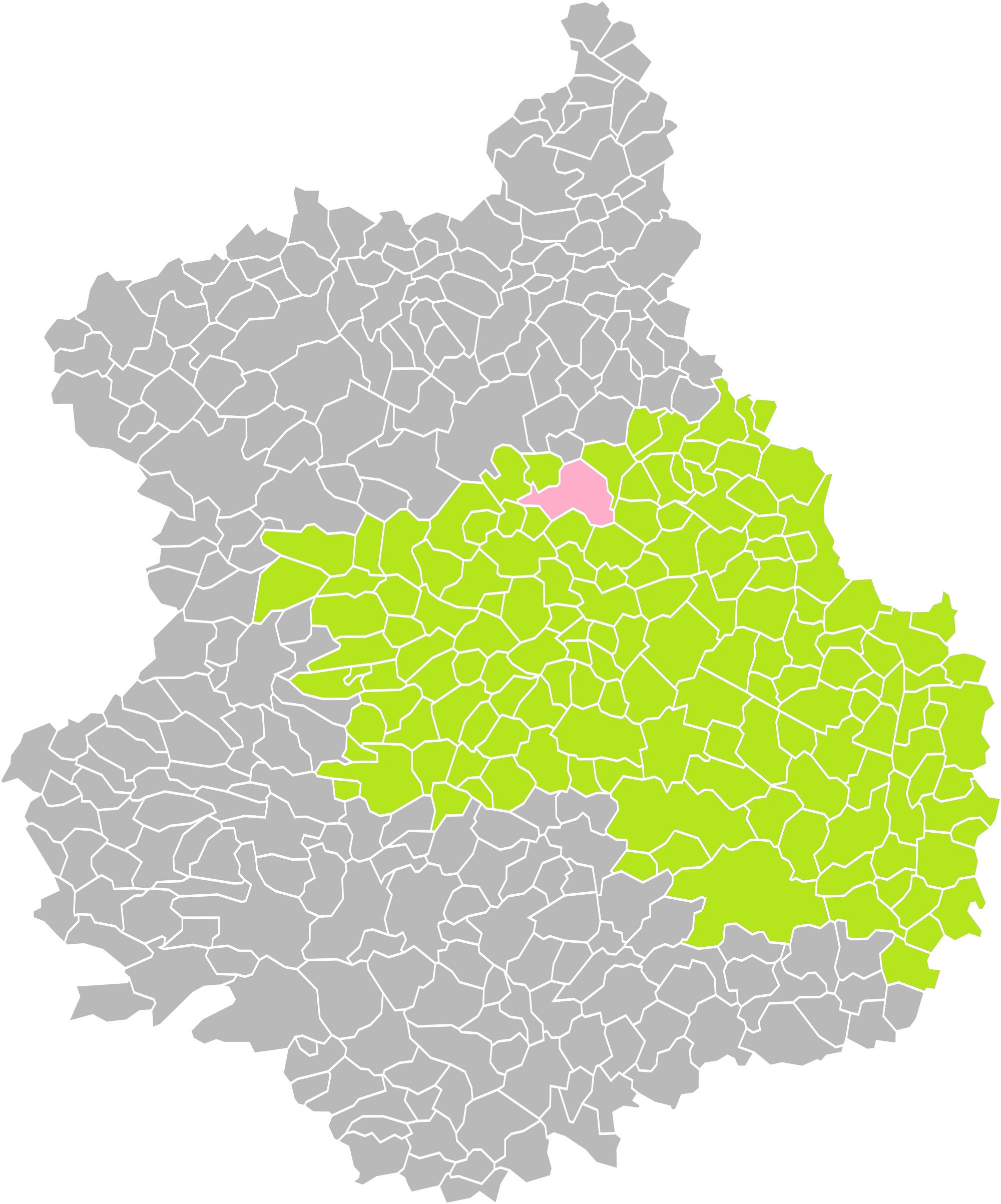
Berchères-Saint-Germain dans son arrondissement.
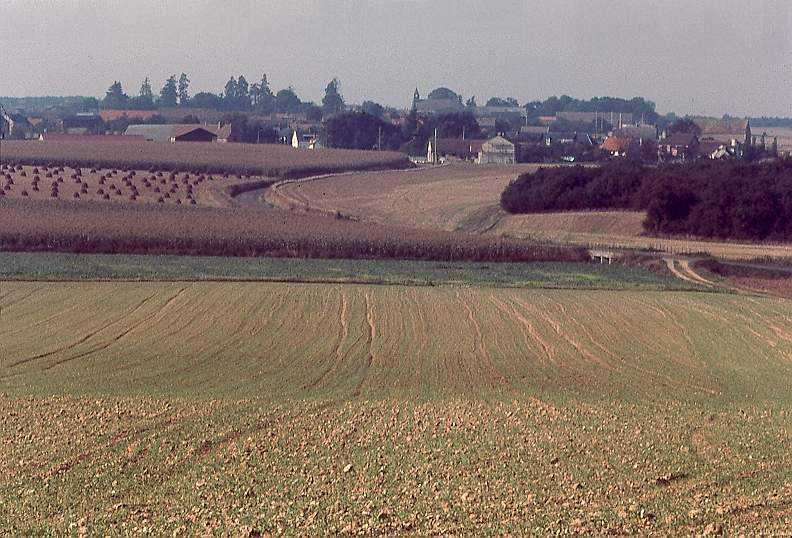
Berchères-la-Maingot vue de la route de Jouy en 1972.
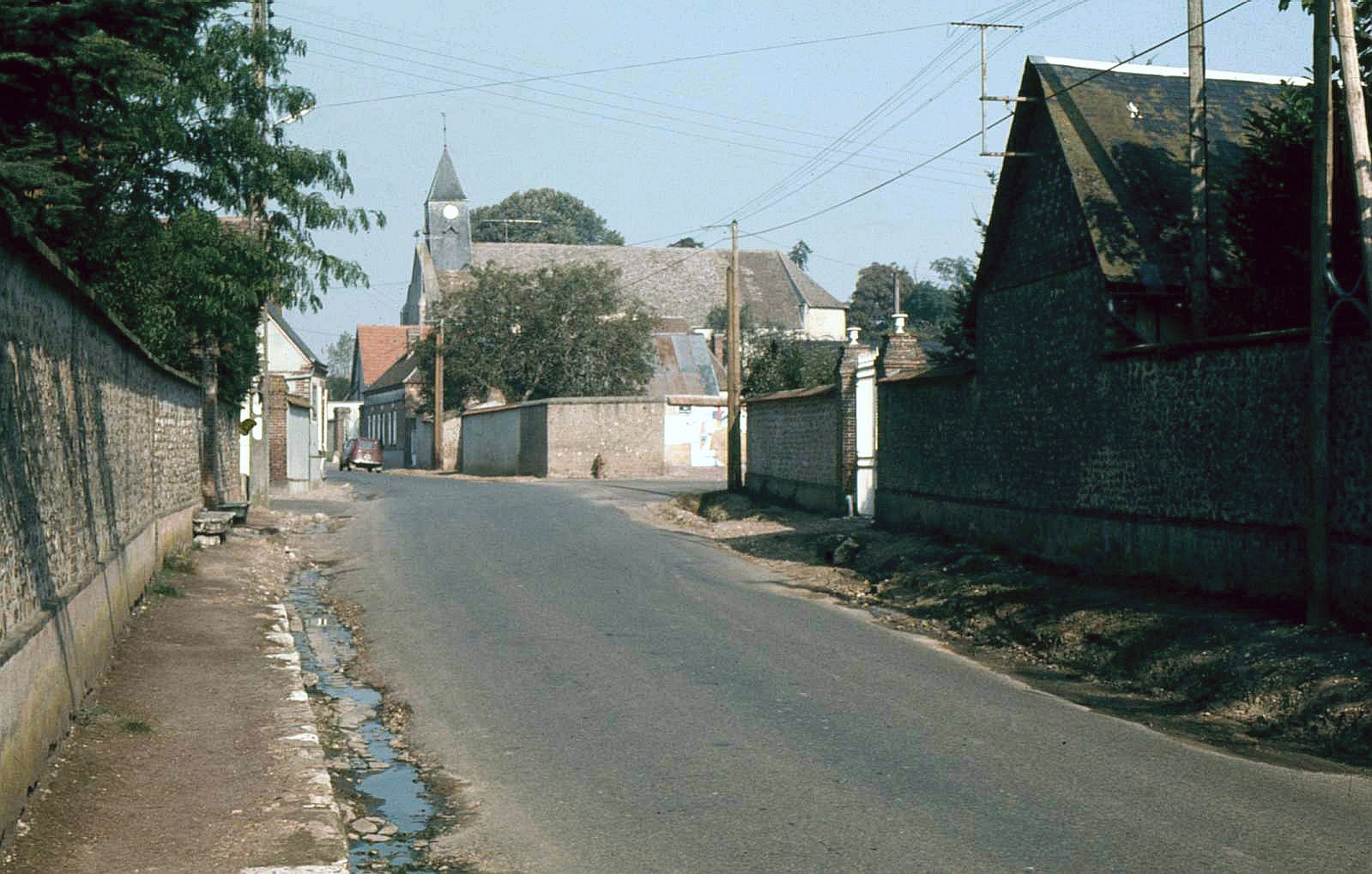
Berchères la Maingot - La Grande Rue et l'église en 1969
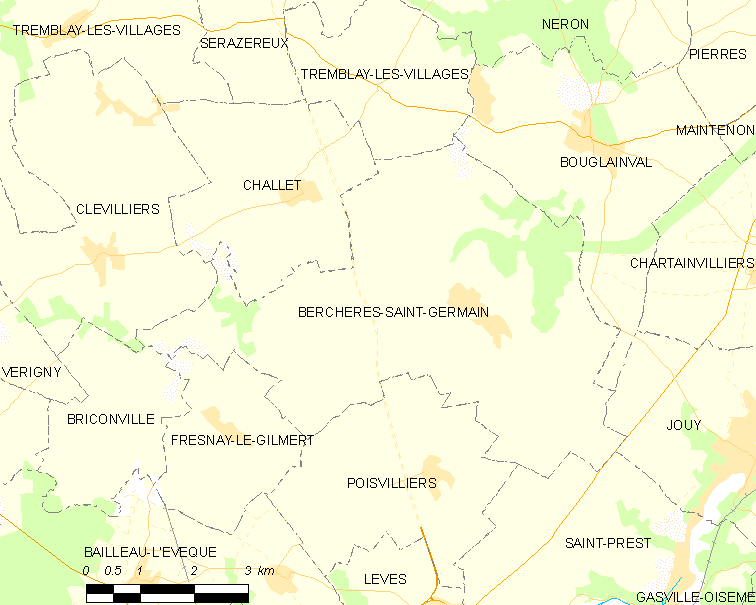
Carte de Berchères-Saint-Germain et des communes limitrophes.

### Communes limitrophes
| Challet     | Tremblay-les-Villages   | Bouglainval  |
| Clévilliers | Berchères-Saint-Germain | Jouy         |
| Briconville | Fresnay-le-Gilmert      | Poisvilliers |

### Climat
Pour des articles plus généraux, voir Climat du Centre-Val de Loire et Climat d'Eure-et-Loir.
En 2010, le climat de la commune est de type climat océanique dégradé des plaines du Centre et du Nord, selon une étude du CNRS s'appuyant sur une série de données couvrant la période 1971-2000. En 2020, Météo-France publie une typologie des climats de la France métropolitaine dans laquelle la commune est exposée à un climat océanique altéré et est dans la région climatique  Sud-ouest du bassin Parisien, caractérisée par une faible pluviométrie, notamment au printemps (120 à 150 mm) et un hiver froid (3,5 °C). 
Pour la période 1971-2000, la température annuelle moyenne est de 10,6 °C, avec une amplitude thermique annuelle de 14,8 °C. Le cumul annuel moyen de précipitations est de 667 mm, avec 11,1 jours de précipitations en janvier et 7,8 jours en juillet. Pour la période 1991-2020, la température moyenne annuelle observée sur la station météorologique de Météo-France la plus proche, « Chartres », sur la commune de Champhol à 8 km à vol d'oiseau, est de 11,4 °C et le cumul annuel moyen de précipitations est de 606,1 mm,. Pour l'avenir, les paramètres climatiques de la commune estimés pour 2050 selon différents scénarios d'émission de gaz à effet de serre sont consultables sur un site dédié publié par Météo-France en novembre 2022.

## Urbanisme

### Typologie
Au 1er janvier 2024, Berchères-Saint-Germain est catégorisée commune rurale à habitat dispersé, selon la nouvelle grille communale de densité à 7 niveaux définie par l'Insee en 2022.
Elle est située hors unité urbaine. Par ailleurs la commune fait partie de l'aire d'attraction de Chartres, dont elle est une commune de la couronne,. Cette aire, qui regroupe 117 communes, est catégorisée dans les aires de 50 000 à moins de 200 000 habitants,.

### Occupation des sols
L'occupation des sols de la commune, telle qu'elle ressort de la base de données européenne d’occupation biophysique des sols Corine Land Cover (CLC), est marquée par l'importance des territoires agricoles (88,1 % en 2018), une proportion sensiblement équivalente à celle de 1990 (88,2 %). La répartition détaillée en 2018 est la suivante : 
terres arables (86,3 %), forêts (10 %), zones urbanisées (1,9 %), zones agricoles hétérogènes (1,9 %). L'évolution de l’occupation des sols de la commune et de ses infrastructures peut être observée sur les différentes représentations cartographiques du territoire : la carte de Cassini (XVIIIe siècle), la carte d'état-major (1820-1866) et les cartes ou photos aériennes de l'IGN pour la période actuelle (1950 à aujourd'hui).

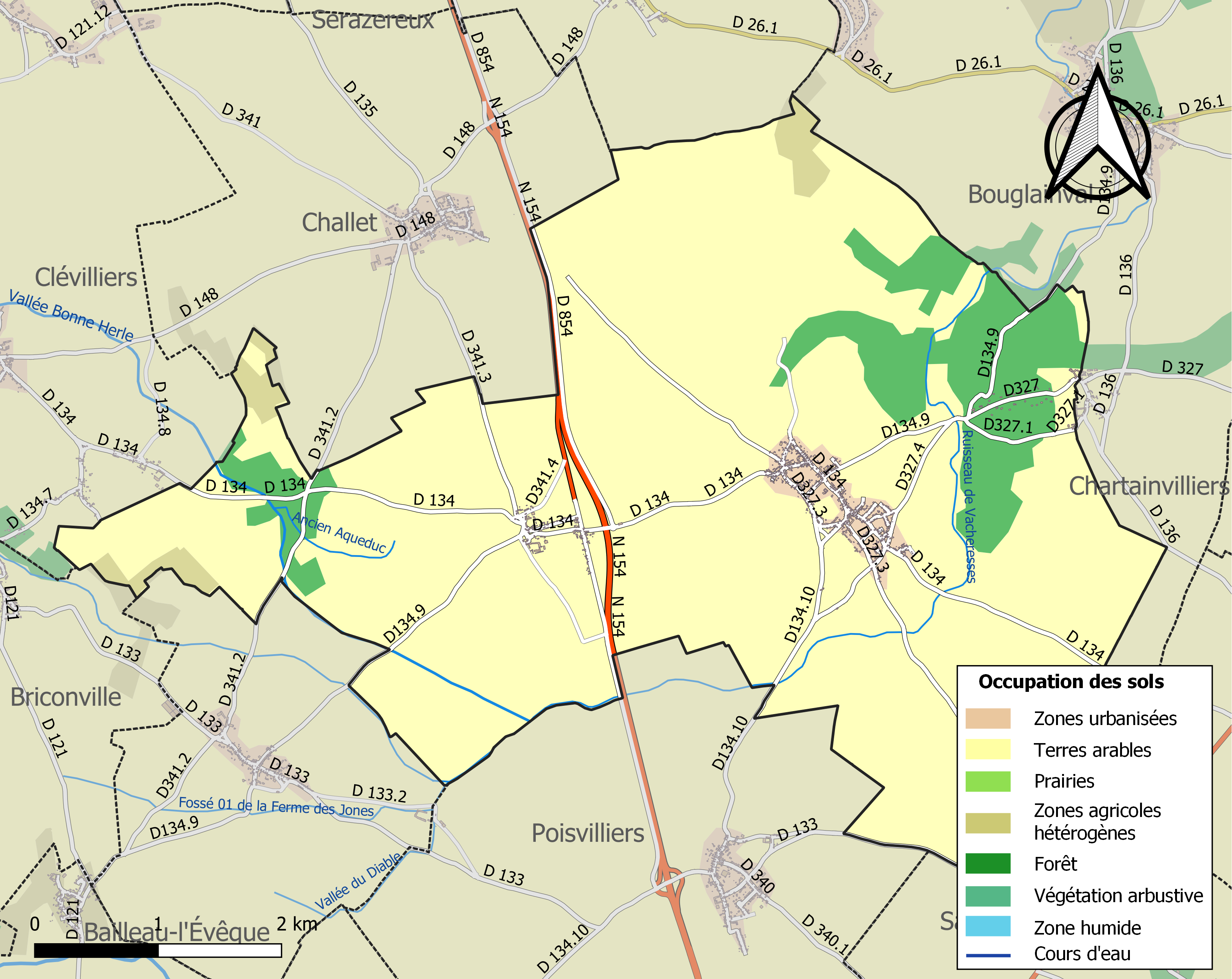
Carte des infrastructures et de l'occupation des sols de la commune en 2018 (CLC).

### Risques majeurs
Le territoire de la commune de Berchères-Saint-Germain est vulnérable à différents aléas naturels : météorologiques (tempête, orage, neige, grand froid, canicule ou sécheresse), inondationset séisme (sismicité très faible). Il est également exposé à un risque technologique, le transport de matières dangereuses. Un site publié par le BRGM permet d'évaluer simplement et rapidement les risques d'un bien localisé soit par son adresse soit par le numéro de sa parcelle.

#### Risques naturels
Certaines parties du territoire communal sont susceptibles d’être affectées par le risque d’inondation par débordement de cours d'eau, notamment La commune a été reconnue en état de catastrophe naturelle au titre des dommages causés par les inondations et coulées de boue survenues en 1999,.

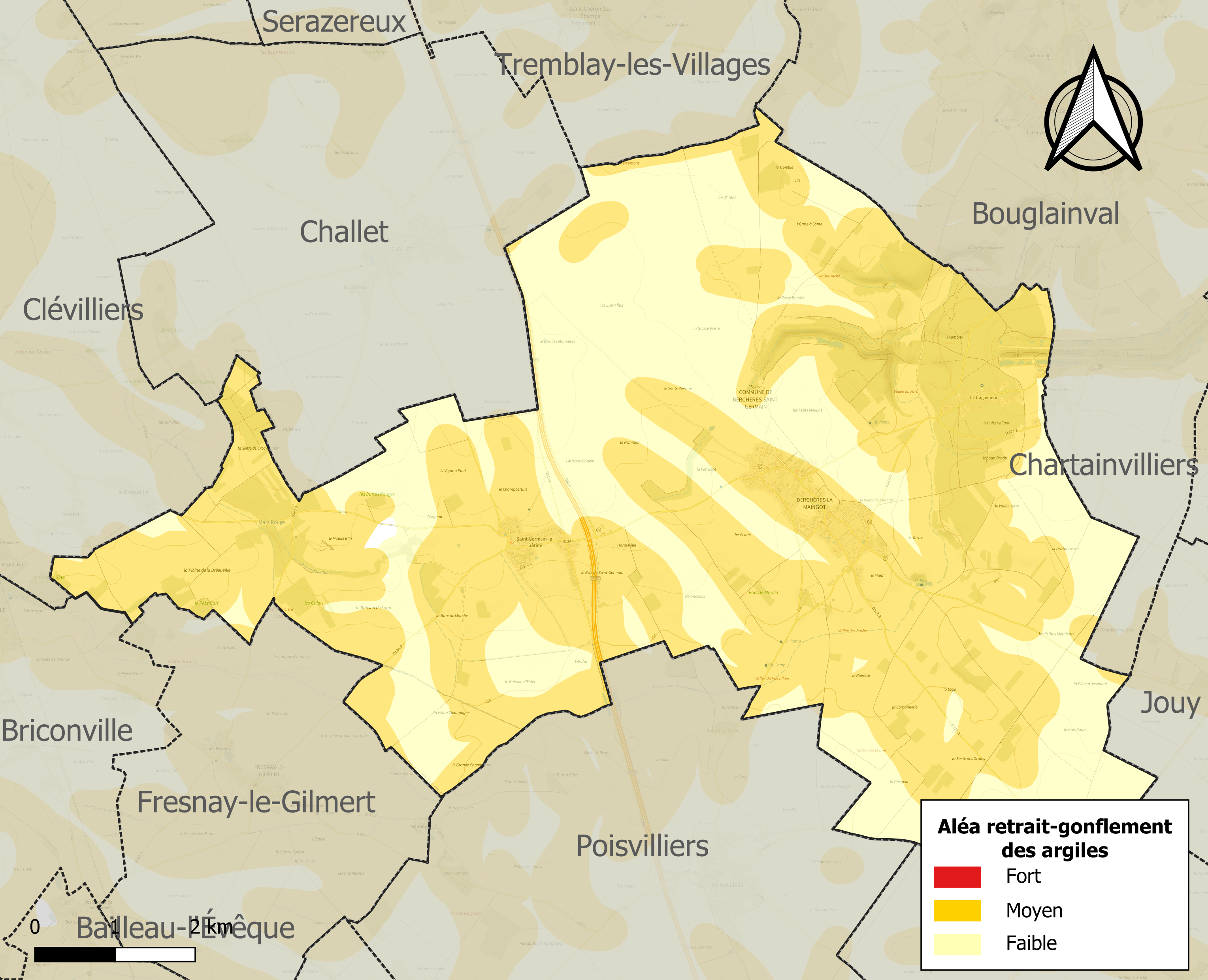
Carte des zones d'aléa retrait-gonflement des sols argileux de Berchères-Saint-Germain.

Le retrait-gonflement des sols argileux est susceptible d'engendrer des dommages importants aux bâtiments en cas d’alternance de périodes de sécheresse et de pluie. 63,1 % de la superficie communale est en aléa moyen ou fort (52,8 % au niveau départemental et 48,5 % au niveau national). Sur les 355 bâtiments dénombrés sur la commune en 2019, 352 sont en aléa moyen ou fort, soit 99 %, à comparer aux 70 % au niveau départemental et 54 % au niveau national. Une cartographie de l'exposition du territoire national au retrait gonflement des sols argileux est disponible sur le site du BRGM,.
Concernant les mouvements de terrains, la commune a été reconnue en état de catastrophe naturelle au titre des dommages causés par des mouvements de terrain en 1999.

#### Risques technologiques
Le risque de transport de matières dangereuses sur la commune est lié à sa traversée par des infrastructures routières ou ferroviaires importantes ou la présence d'une canalisation de transport d'hydrocarbures. Un accident se produisant sur de telles infrastructures est en effet susceptible d’avoir des effets graves au bâti ou aux personnes jusqu’à 350 m, selon la nature du matériau transporté. Des dispositions d’urbanisme peuvent être préconisées en conséquence.

## Toponymie
Berchères-Saint-Germain est un néo-toponyme beauceron dont les compléments d'origine ont disparu. Ce compromis toponymique résulte de la fusion des deux anciennes communes de Berchères-la-Maingot et de Saint-Germain-la-Gâtine en 1972.
Berchères est attestée sous les formes « in Bercariis de terra Maingoti » vers 1120, Bercheriae en 1208, Berchere la Mingot en 1793.
Berchères signifie : « terres à moutons ». Ce toponyme français est également présent en Eure-et-Loir dans le nom des communes de Berchères-les-Pierres et Berchères-sur-Vesgre.
Saint-Germain est attesté sous la forme Sanctus Germanus de Vastina en 1126.

## Histoire

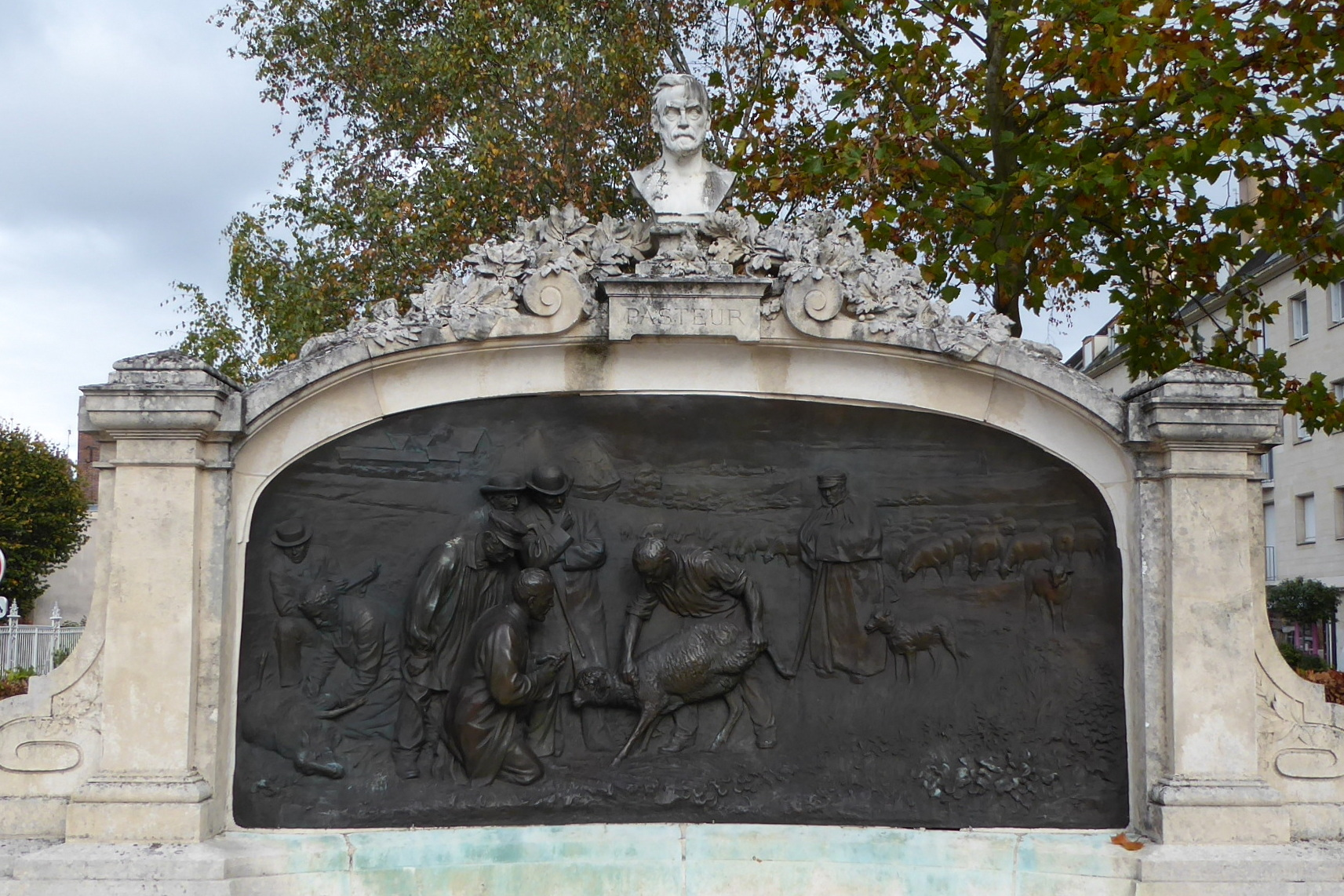
Monument Pasteur de Chartres, inauguré en 1903.

### Époque contemporaine

#### XIXesiècle
Louis Pasteur mena une partie de ses expériences à Saint-Germain-la-Gâtine. Il y travailla notamment sur la maladie du charbon, dont il découvrit le vaccin.
Inauguré en 1903 sur la place Pasteur (anciennement Saint-Michel) de la ville de Chartres, depuis 2005 en face de la préfecture entre les rues Georges Fessard et Charles Brune, se trouve un bas-relief représentant la vaccination d'un mouton dans une ferme de Saint-Germain-la-Gâtine. À l'horizon, peut également être observé le village voisin de Poisvilliers, situé à 4,2 km.

#### XXesiècle
Le 16 juin 1940, la région de Berchères-La-Maingot et les villages situés au nord sont le théâtre de violents combats entre le 26e régiment de tirailleurs sénégalais (26e R.T.S.) notamment et l'armée allemande. Ces combats vont faire plus de 600 morts dans la journée.

## Politique et administration

### Liste des maires

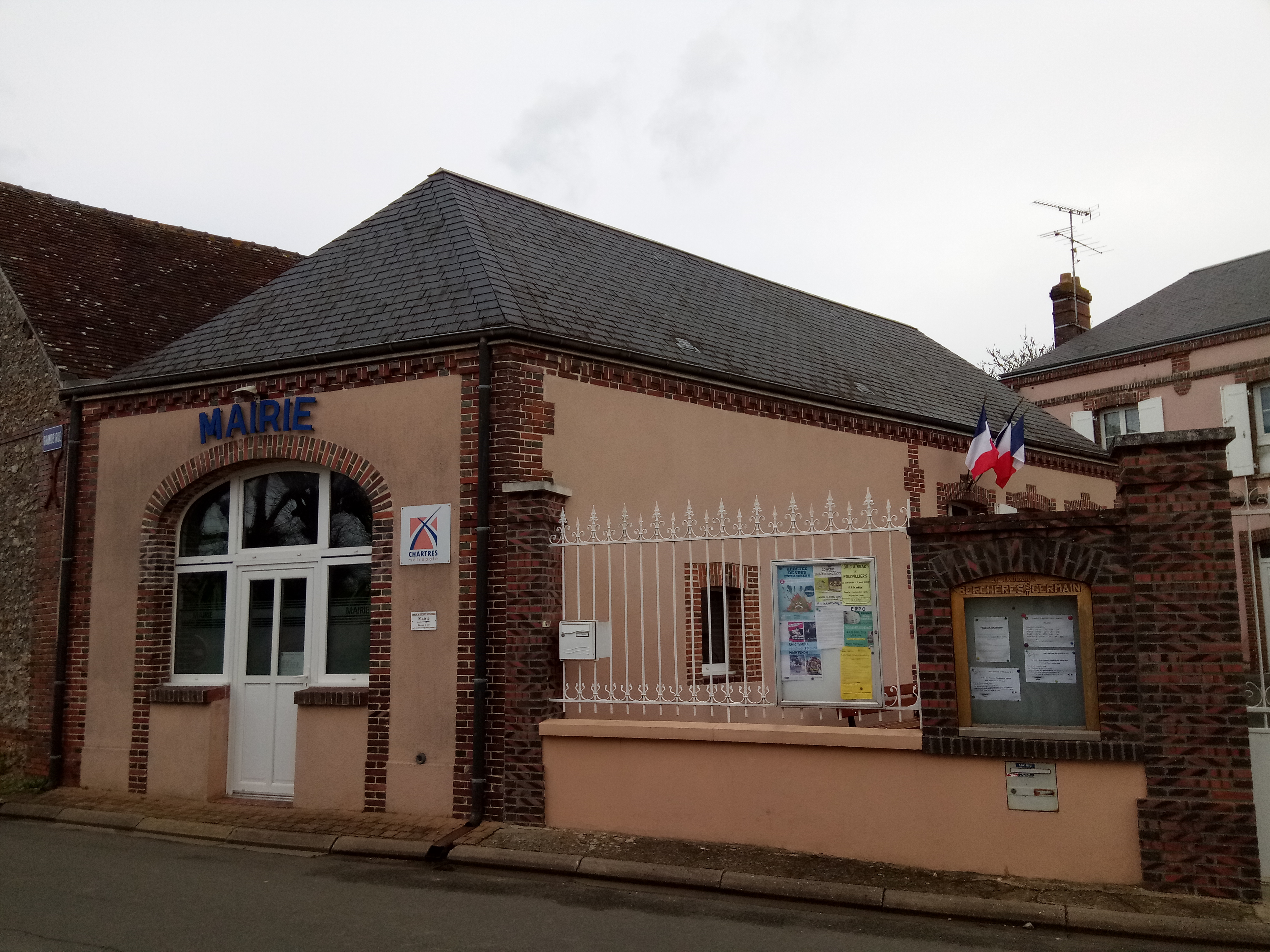
La mairie, Berchères-la-Maingot.

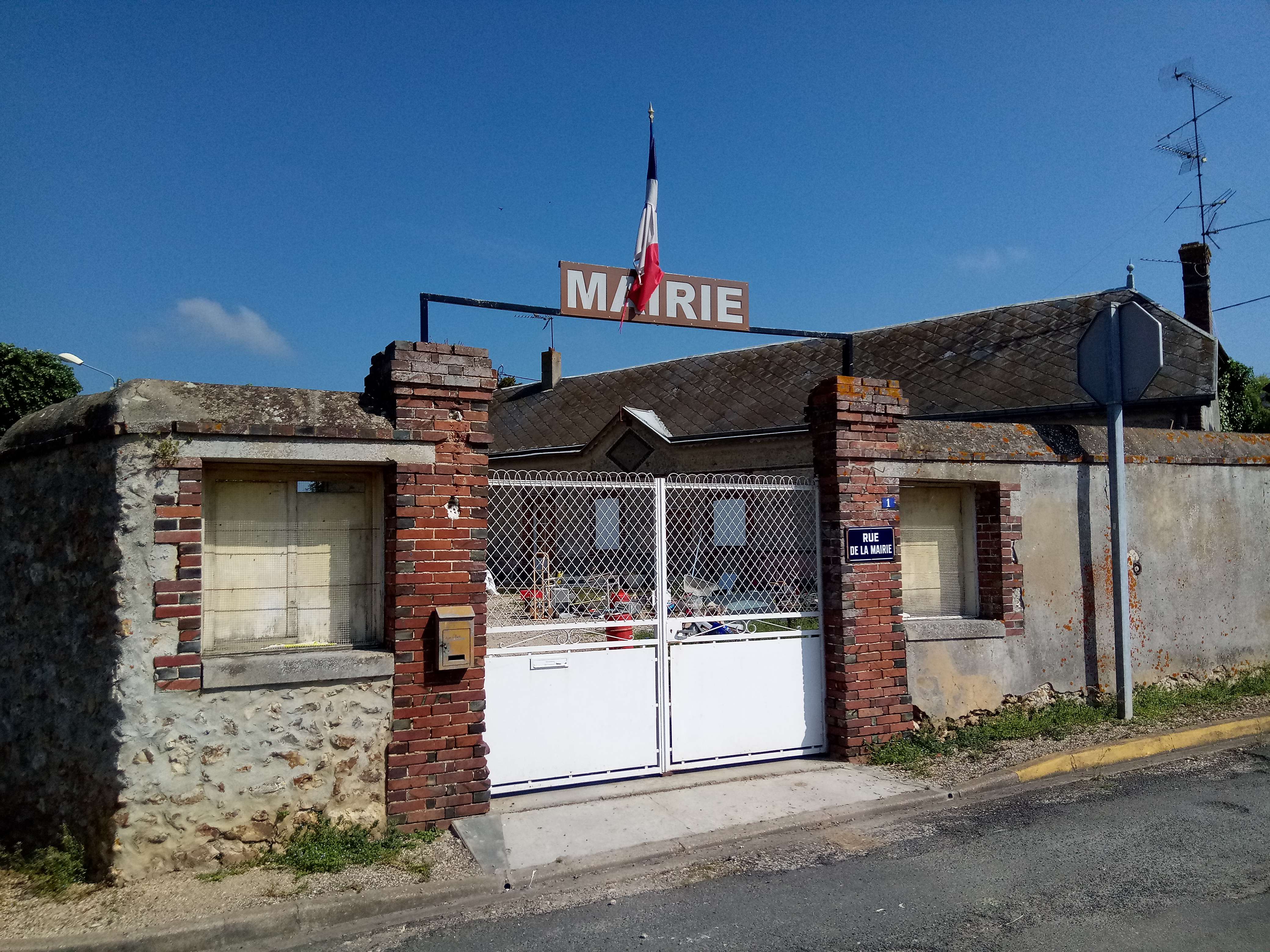
La mairie-annexe de Saint-Germain-la-Gâtine.

| Période                                  | Période  | Identité         | Étiquette | Qualité      |
| ---------------------------------------- | -------- | ---------------- | --------- | ------------ |
| Les données manquantes sont à compléter. |          |                  |           |              |
| mars 2001                                |          | André Julien     | SE        |              |
| mars 2014                                | En cours | Dominique Blois, |           | Ancien cadre |

## Population et société

### Démographie
| 1793 | 1800 | 1806 | 1821 | 1831 | 1836 | 1841 | 1846 | 1851 |
| ---- | ---- | ---- | ---- | ---- | ---- | ---- | ---- | ---- |
| 322  | 305  | 379  | 388  | 482  | 488  | 495  | 520  | 525  |

| 1856 | 1861 | 1866 | 1872 | 1876 | 1881 | 1886 | 1891 | 1896 |
| ---- | ---- | ---- | ---- | ---- | ---- | ---- | ---- | ---- |
| 529  | 525  | 503  | 503  | 514  | 486  | 466  | 440  | 440  |

| 1901 | 1906 | 1911 | 1921 | 1926 | 1931 | 1936 | 1946 | 1954 |
| ---- | ---- | ---- | ---- | ---- | ---- | ---- | ---- | ---- |
| 455  | 466  | 441  | 388  | 399  | 360  | 387  | 400  | 336  |

| 1962 | 1968 | 1975 | 1982 | 1990 | 1999 | 2006 | 2007 | 2012 |
| ---- | ---- | ---- | ---- | ---- | ---- | ---- | ---- | ---- |
| 291  | 252  | 367  | 446  | 594  | 682  | 773  | 784  | 766  |

| 2017 | 2022 | - | - | - | - | - | - | - |
| ---- | ---- | - | - | - | - | - | - | - |
| 845  | 898  | - | - | - | - | - | - | - |

## Culture locale et patrimoine

### Lieux et monuments
- Puits de descente et tunnel de « L'Arche de la Vallée »  Inscrit MH (1934)[26] du canal de l'Eure, destiné à acheminer les eaux de l'Eure jusqu’à l’étang de la Tour (Yvelines), afin d'alimenter les bassins et jeux d’eau de Versailles.

Vestiges du canal Louis XIV
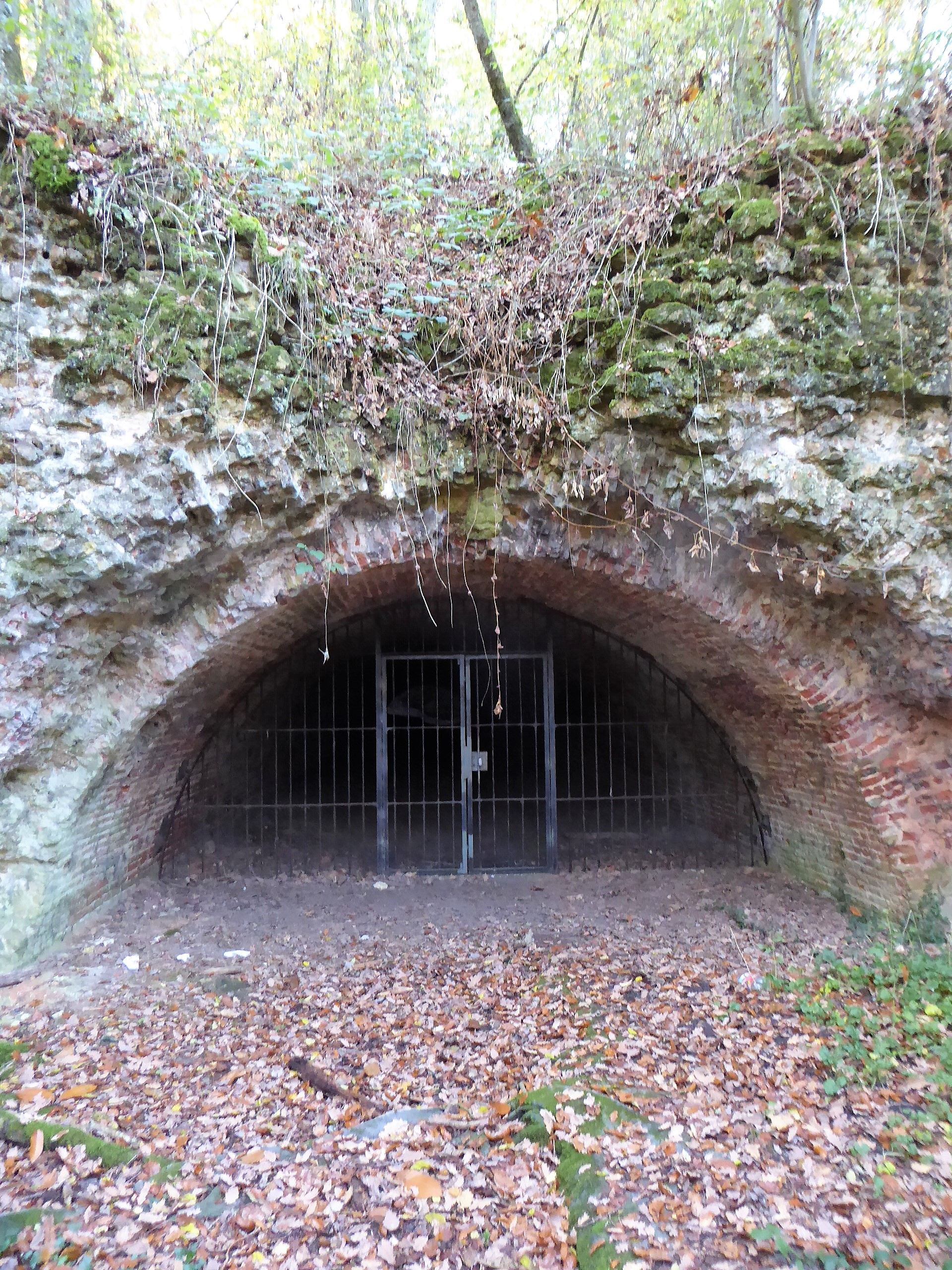
Entrée du siphon ouest en 2015.
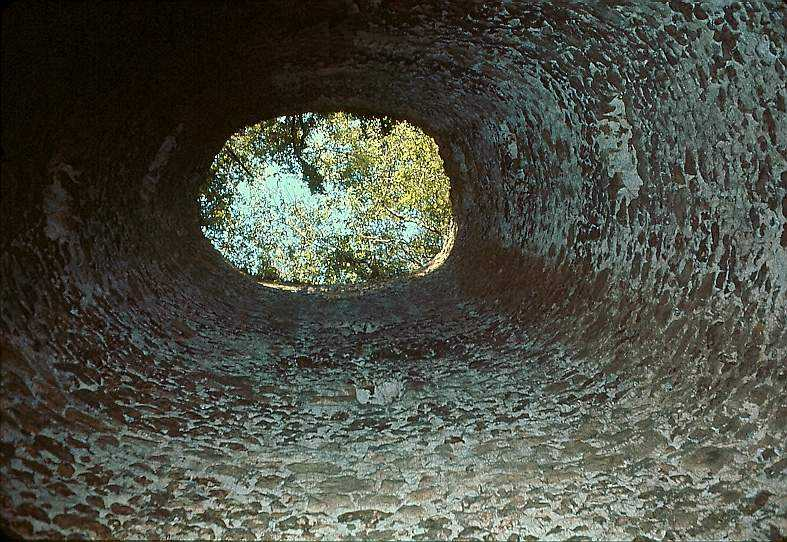
Aqueduc de Pontgouin à Versailles - XVIIe siècle - Puits de descente de l'entonnoir ouest du siphon en 1972.
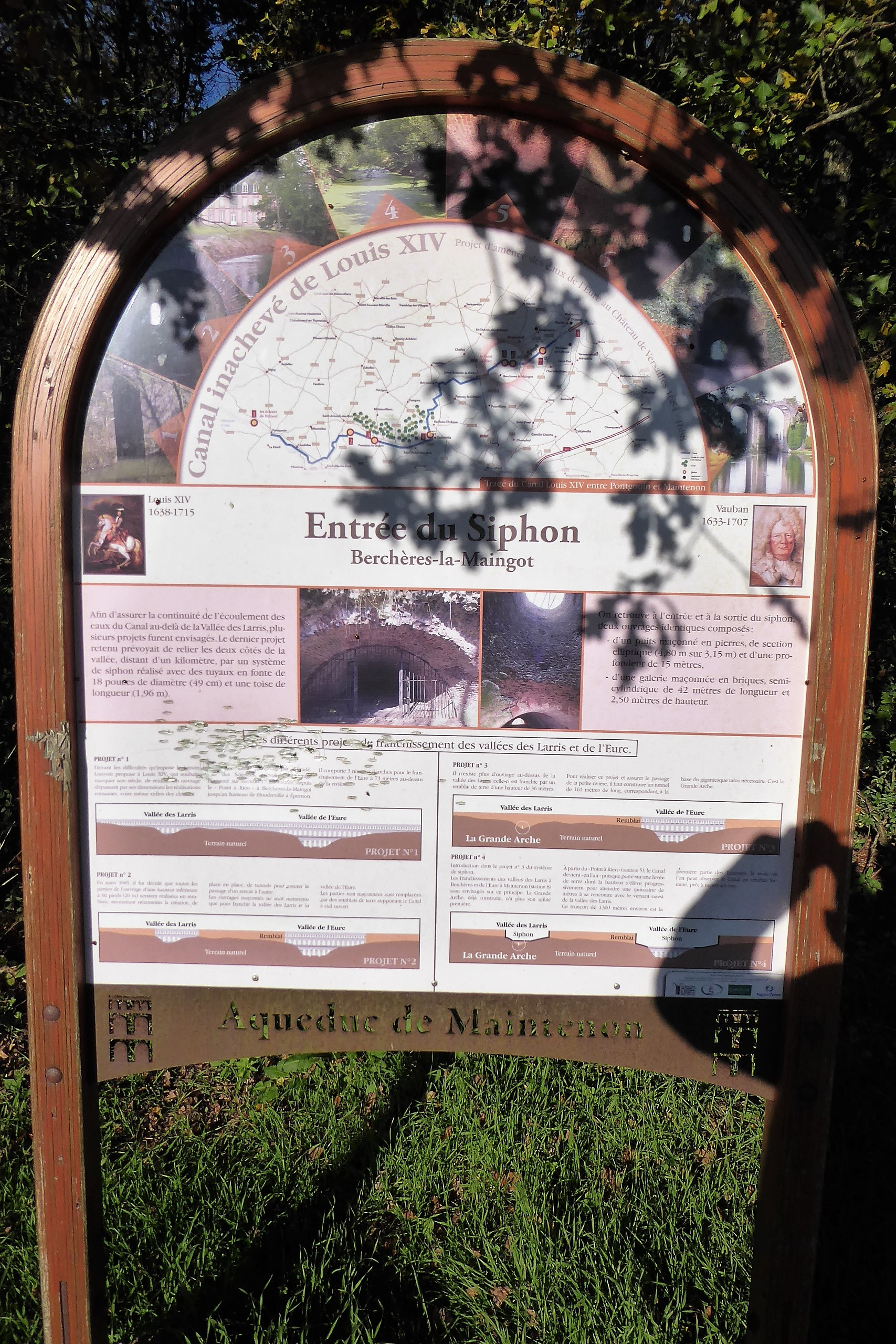
Panneau d'information n°5.
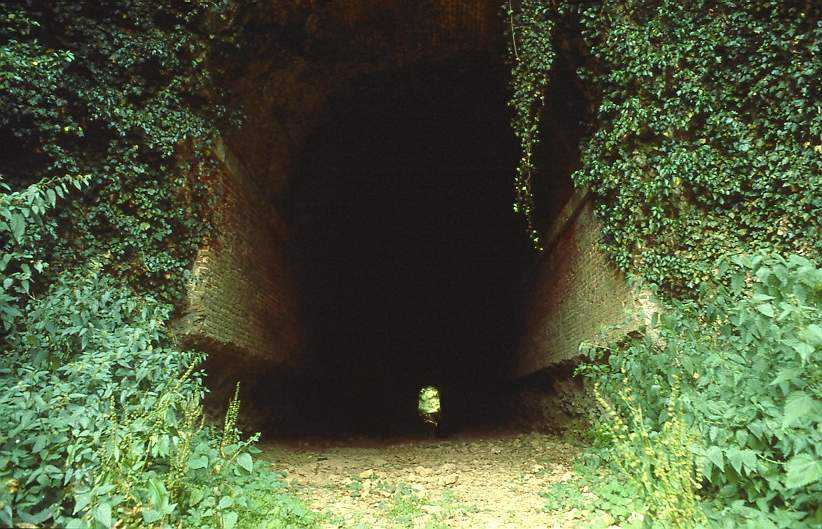
Aqueduc de Pontgouin à Versailles - XVIIe siècle - L'Arche de la Vallée en 1984.
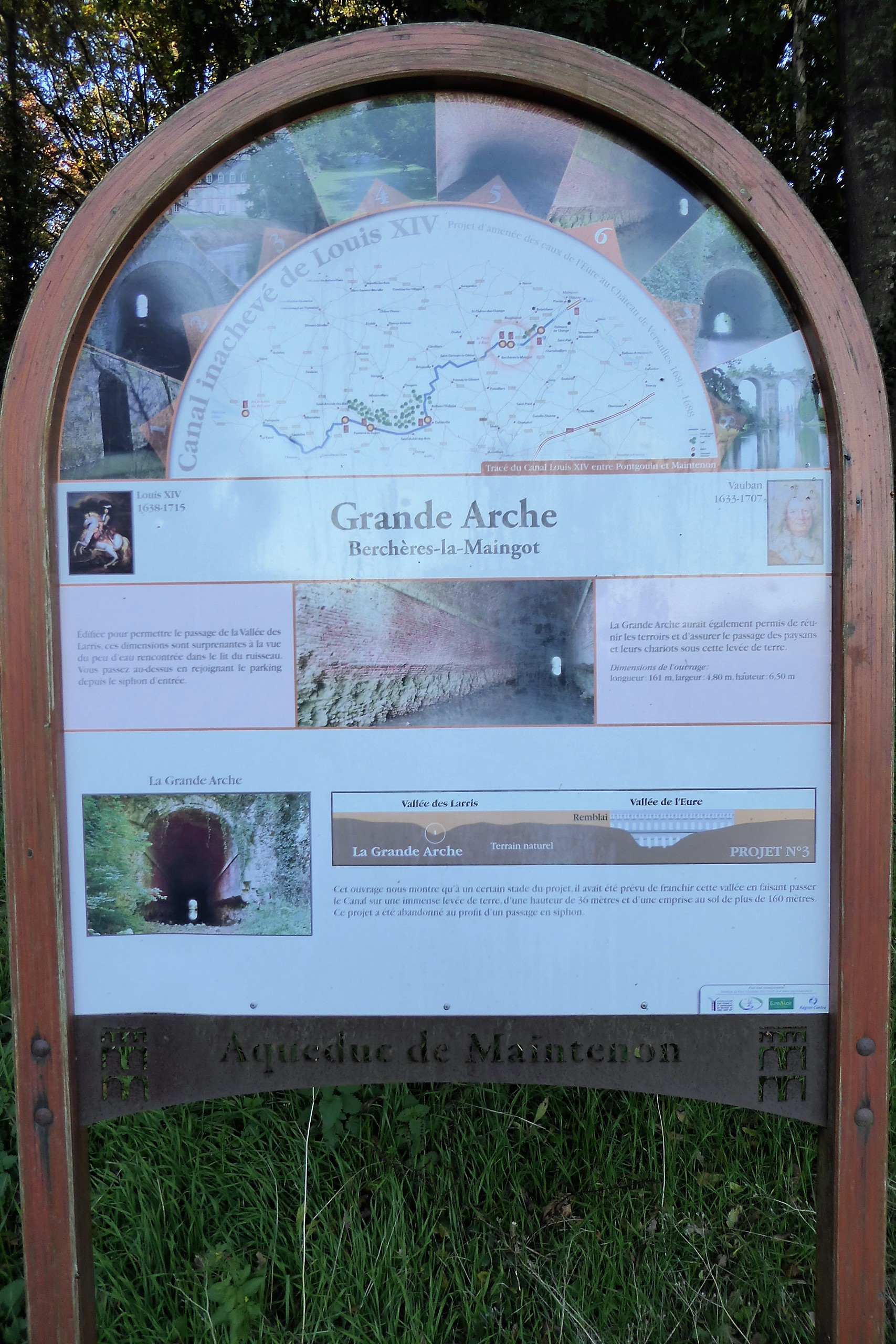
Panneau d'information n°6.

- Monument aux morts, monuments hommage à Pasteur, église Saint-Pierre, cimetière.

### Personnalités liées à la commune
- Louis Pasteur

### Héraldique
|  | Les armoiries de Berchères-Saint-Germain se blasonnent ainsi : Coupé-ondé: au 1er d'azur à trois fleurs de lys d'or rangées en fasce et surmontées d'un lambel d'argent, au 2e de gueules au mouton d'argent, onglé d'or, accosté de deux épis du même, celui de dextre en bande et celui de senestre en barre, et soutenu d'un tuyau de canal ployé d'argent chargé d'une fleur de lys de sable. |